# Anitschkow-Palais

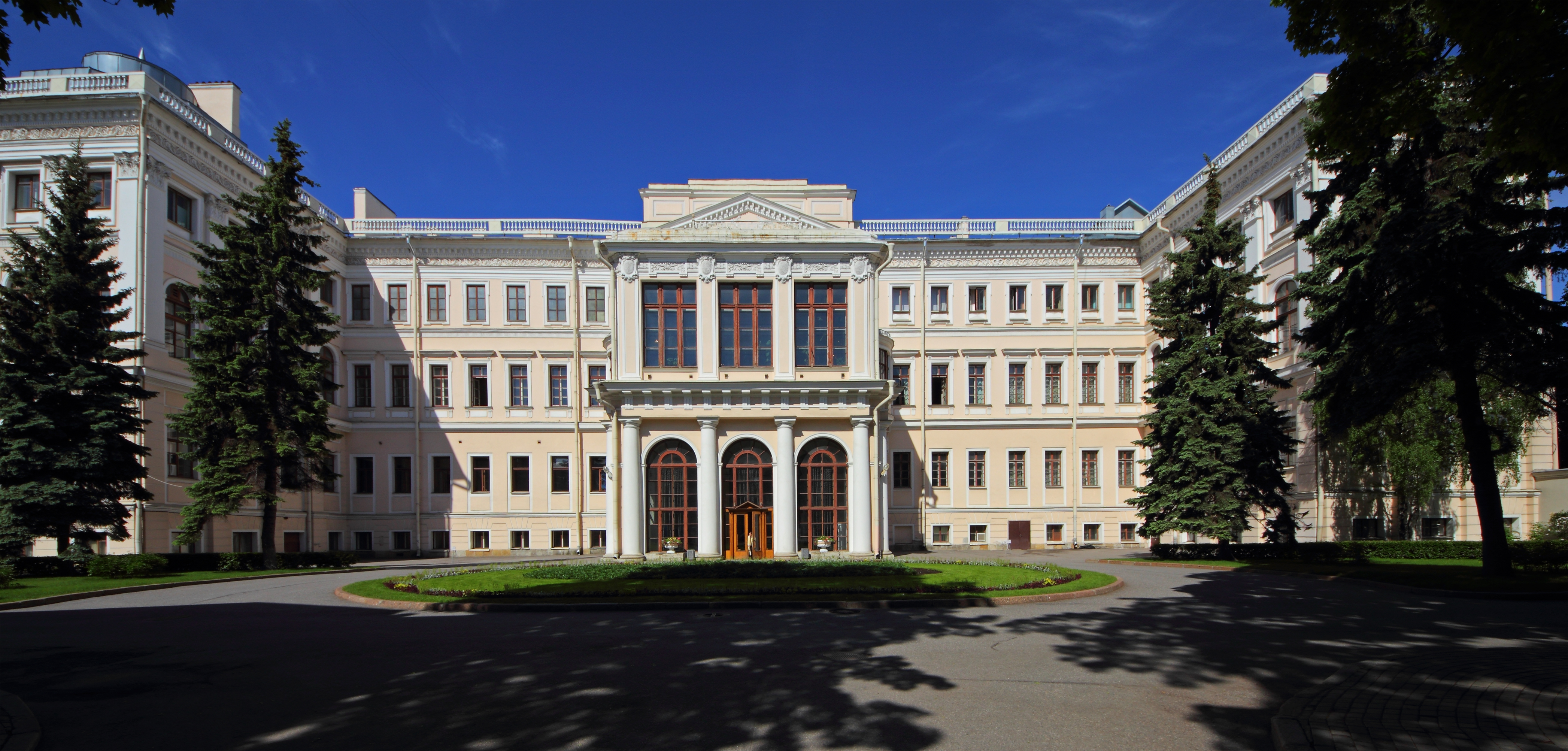
Anitschkow-Palais

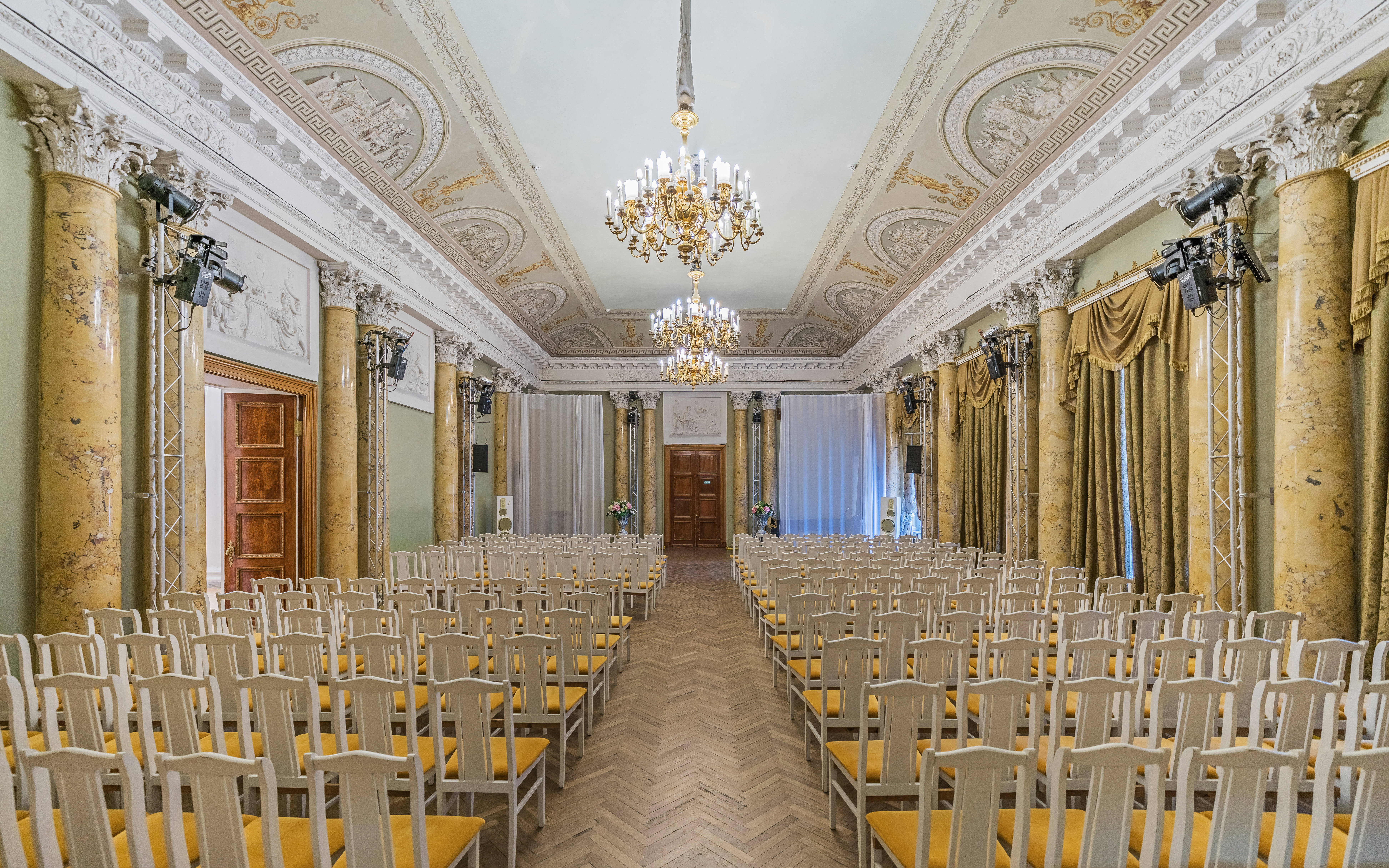
Einer der Paraderäume des Anitschkow-Palais

Das Anitschkow-Palais (russisch Аничков дворец) ist ein Palais aus dem Jahr 1754 in Sankt Petersburg (Russland). Das Gebäude befindet sich am Newski-Prospekt unmittelbar westlich dessen Kreuzung mit der Uferstraße der Fontanka (Haus 39). Ursprünglich ein barockes Palais, erhielt es Ende des 18. Jahrhunderts seine heutigen klassizistischen Formen.
1741 verfügte Kaiserin Elisabeth den Bau eines Palais, das als eine der Stadtresidenzen des Romanow-Hauses dienen sollte, auf dem vormals unbelegten Grundstück an der Südseite der Newski-Perspektivstraße westlich der Fontanka. Der kurz darauf begonnene Bau dauerte insgesamt bis 1754. Der Entwurf stammte vom Stadtbaumeister Michail Semzow, nachdem dieser jedoch 1743 verstorben war, setzte der barocke Hofarchitekt Bartolomeo Francesco Rastrelli die Bauarbeiten fort, wobei er den ursprünglichen Entwurf etwas modifizierte. Bei seiner Fertigstellung verfügte das repräsentative Palais über eine steinerne Umfriedungsmauer von der Seite der Perspektivstraße, und an der Seite des Flusses gab es sowohl den Paradeeingang wie auch eine eigene Anliegestelle für Boote. Der bis heute bestehende Name des Palais wurde in Anlehnung an die Anitschkow-Brücke gewählt, jene Brücke des Newski-Prospektes, die in unmittelbarer Nähe des Palais die Fontanka überspannt.

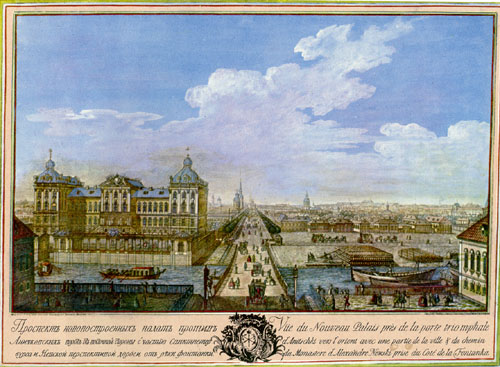
Anitschkow-Brücke und -Palais im Jahr 1753

Ab 1757 gehörte das Palais dem Grafen Alexei Grigorjewitsch Rasumowski, und zwei Jahrzehnte später schenkte Kaiserin Katharina II. das Anitschkow-Palais ihrem Lebensgefährten Graf Grigori Alexandrowitsch Potjomkin. Wenig später führte der klassizistische Baumeister Iwan Starow im Auftrag Potjomkins den Umbau des Palastes in dessen heutige Formen durch. Dabei verschwand unter anderem der Bootshafen an der Fontanka, und die ehemals feierliche barocke Gestalt der Fassaden wurde erheblich vereinfacht. Die beiden mit Kuppeln gekrönten Dachrisalite, die dem Palais einen H-förmigen Grundriss gaben, wurden teilweise zurückgebaut, in einem davon richtete man eine Hauskirche ein, die jedoch im 20. Jahrhundert ebenfalls aufgelöst wurde. Stattdessen erhielt das Palais beim Umbau durch Starow seine charakteristische ionische Säulenreihe an den Fassaden.
Nach Potjomkins Tod fiel das Palais zurück an den Hof und galt ab 1793 offiziell als Kaiserresidenz. Weitere Umbauten des Gebäudes gab es 1809–1812, als Luigi Rusca einige der Interieurs umgestaltete, sowie 1817–1820 nach einem Entwurf Carlo Rossis, der zur selben Zeit auch die beiden Hofpavillons baute. 1803–1805 errichtete Giacomo Quarenghi auf dem Vorhof zur Moika-Uferstraße mit dem Kabinett Seiner Kaiserlichen Majestät ein weiteres klassizistisches Gebäude aus dem Ensemble des Anitschkow-Palais.
Das Palais blieb bis zur Februarrevolution 1917 im Besitz des Romanow-Hauses, unter anderen lebte dort ab 1866 Großfürst Alexander Alexandrowitsch, der auch nach seiner Inthronisation als Alexander III. das Anitschkow-Palais als Wohnresidenz präferierte. Sein Sohn Nikolai Alexandrowitsch, der spätere Kaiser Nikolaus II., verbrachte seine Jugendjahre ebenfalls im Anitschkow-Palais.
1918 wurde der Gebäudekomplex verstaatlicht und beherbergte danach bis Mitte der 1930er-Jahre das Stadtmuseum Leningrads. 1937 wurde hier schließlich der Palast der Leninpioniere, eine ideologisch geprägte Kinder-Freizeitstätte, eingerichtet. Mit dem Zerfall der Sowjetunion profilierte sich der ehemalige Palast der Pioniere 1990 in den Palast der Kreativität der Jugendlichen um. Diese bedeutende Freizeitstätte, zu der zahlreiche Jugendeinrichtungen und auch eine Schule gehören, befindet sich bis heute im Anitschkow-Palais.